# Třída Izumo (1899)
Třída Izumo byla třída pancéřových křižníků postavených v britských loděnicích pro japonské císařské námořnictvo. Celkem byly postaveny dvě jednotky této třídy. Ve službě byly v letech 1900–1945. Účastnily se rusko-japonské, první světové a jako cvičné lodě také druhé světové války. Na konci druhé světové války byly potopeny a později sešrotovány.

## Stavba
Stavba dvojice pancéřových křižníků byla objednána u britské loděnice Armstrong v Elswicku. Křižníky navrhl Philip Watts, přičemž byly téměř identické jako třída Asama. Lišily se zejména upraveným pohonným systémem s lehčími a účinnějšími kotly a pancířem z Kruppovy cementované oceli.
Jednotky třídy Izumo:
| Jméno | Loděnice  | Založení kýlu | Spuštěna      | Vstup do služby | Poznámka |
| ----- | --------- | ------------- | ------------- | --------------- | --- |
| Izumo | Armstrong | květen 1898   | 19. září 1899 | 25. září 1900   | Od roku 1921 kaibókan. Od roku 1943 cvičná loď. Dne 28. července 1945 byl v Kure potopen americkými palubními letadly. Sešrotován 1947.                                |
| Iwate | Armstrong | listopad 1898 | 29. září 1900 | 18. března 1901 | Od roku 1921 kaibókan. Od roku 1923 cvičná loď. Od roku 1942 křižník 1. třídy. Dne 25. července 1945 byl v Kure potopen americkými palubními letadly. Sešrotován 1947. |

## Konstrukce

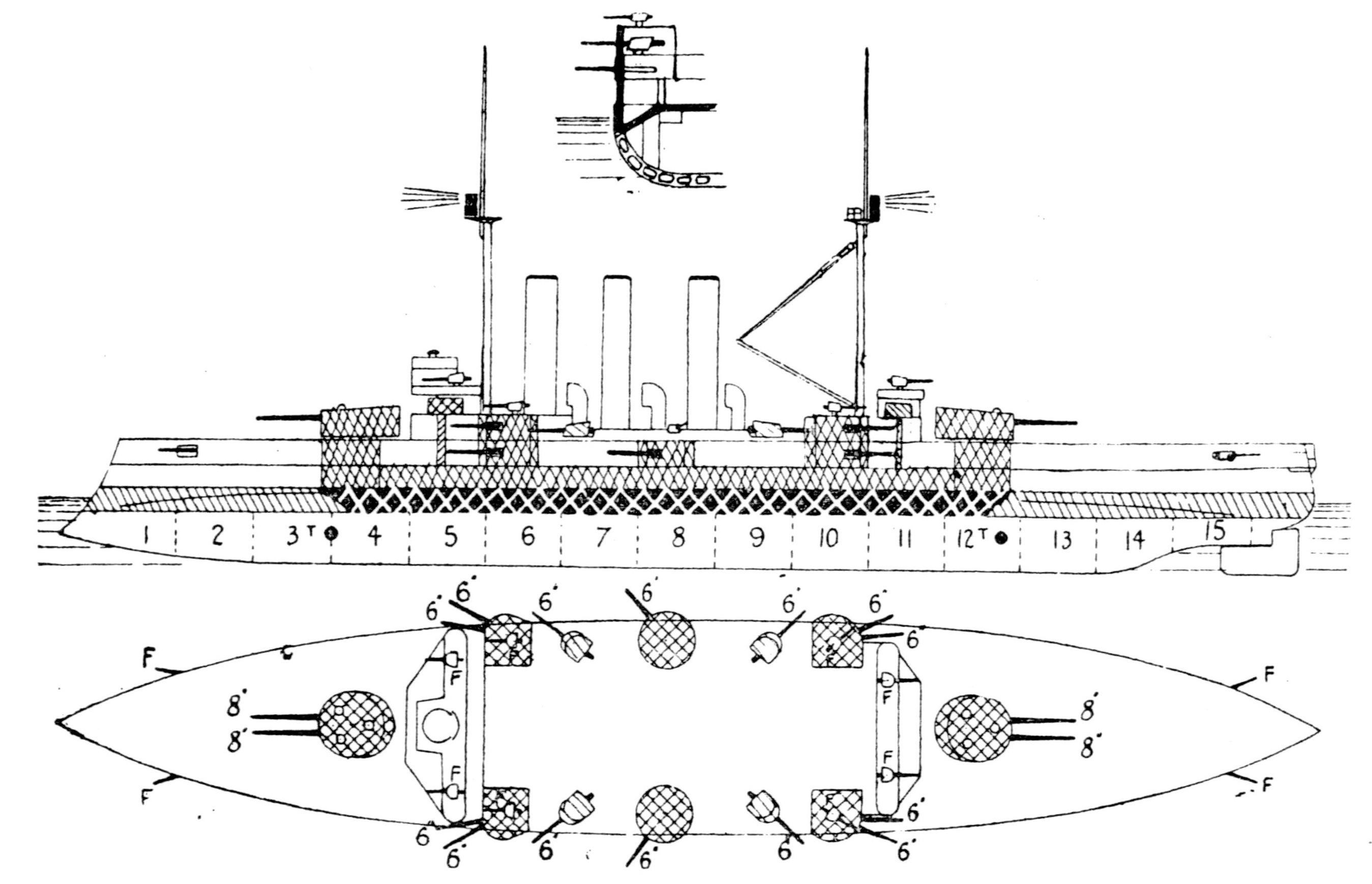
Základní uspořádání třídy Izumo

Výzbroj po dokončení tvořily čtyři 203mm kanóny ve dvoudělových věžích, které doplňovalo čtrnáct 152mm kanónů, dvanáct 76mm kanónů, osm 47mm kanónů a čtyři 450mm torpédomety. Pohonný systém tvořilo 24 kotlů Belleville a dva parní stroje s trojnásobnou expanzí o výkonu 14 500 hp, pohánějící dva lodní šrouby. Nejvyšší rychlost dosahovala 20,8 uzlu. Dosah byl 7000 námořních mil při rychlosti 10 uzlů.